# Leavine Family Racing
Leavine Family Racing (anteriormente Circle Sport - Leavine Family Racing y originalmente Leavine Fenton Racing ) fue un equipo de carreras de autos stock profesional estadounidense que compitió por última vez en la NASCAR Cup Series. Propiedad de Sharon y Bob Leavine, el equipo tiene su sede en Tyler, Texas, pero opera su equipo de carreras desde una tienda en Concord, Carolina del Norte. En 2016, el veterano propietario del equipo NASCAR, Joe Falk, se convirtió en parte del grupo de propietarios, fusionando su Circle Sport operación con Leavine Family Racing, sin embargo, cuando la temporada 2016 llegó a su fin, Falk dejó al equipo asegurando su carta y provocando que Leavine Family Racing comprara una carta de Tommy Baldwin Racing.
Leavine Family Racing tenía una alianza técnica con Joe Gibbs Racing, con Christopher Bell conduciendo el Toyota Camry No. 95.  Anteriormente, el equipo presentó a Fords con una alianza técnica con el equipo Penske de 2011 a 2015, y a Chevrolets con una alianza técnica con Richard Childress Racing de 2016 a 2018.
El 23 de julio de 2020, se informó que Bob Leavine solicitó ofertas para el equipo debido a las consecuencias financieras de la pandemia de COVID-19. El 4 de agosto, Leavine confirmó que su equipo ha sido vendido y dejará de operar al final de la temporada 2020, con su flota de Toyotas para ser devuelta a Joe Gibbs Racing. Una semana después, los activos del equipo fueron adquiridos por Spire Motorsports.

## NASCAR Cup Series

### Historia del auto No. 59
Artículo principal: Hillman-Circle Sport LLC

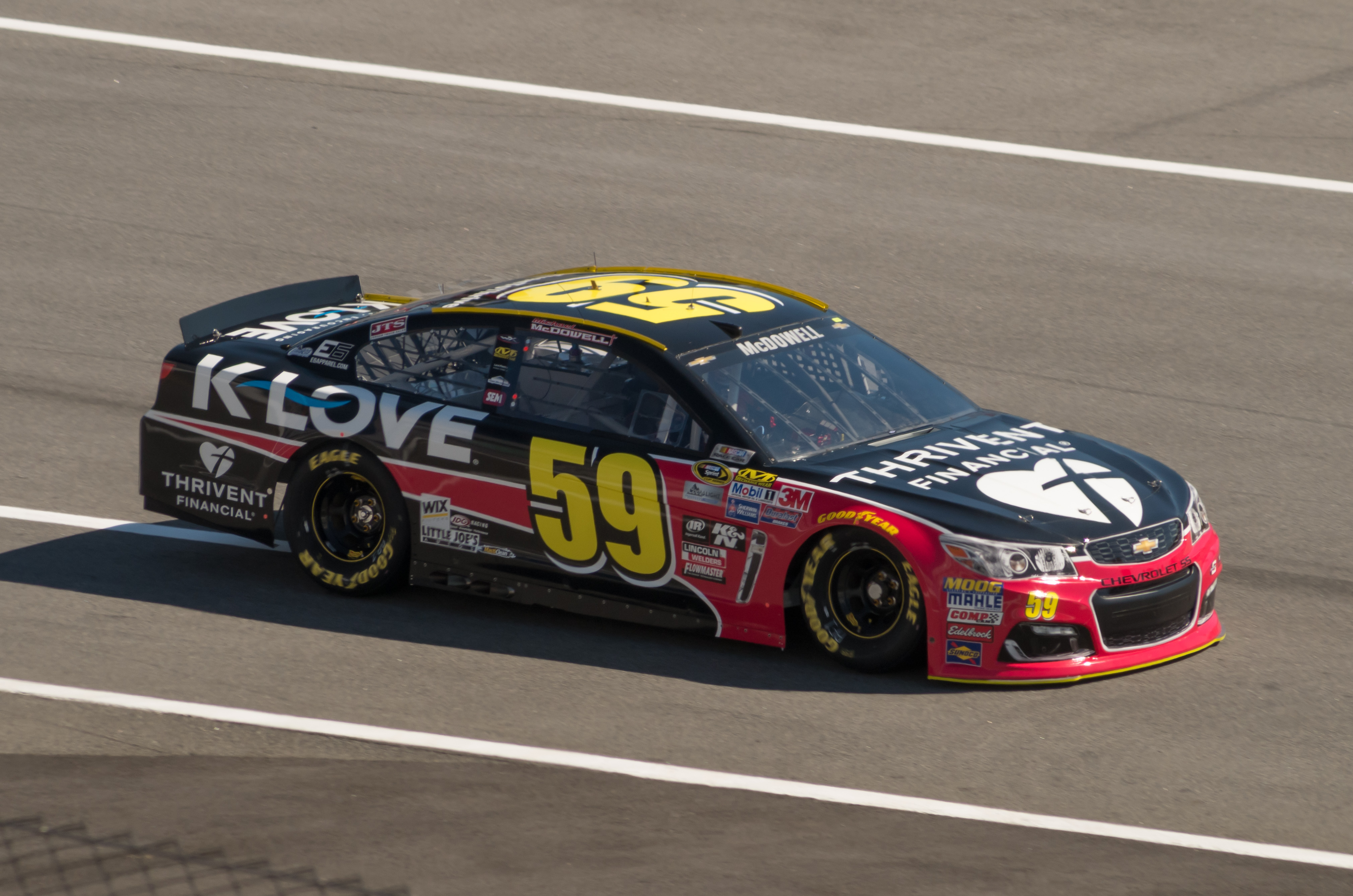
Michael McDowell en el No. 59 del Daytona International Speedway en 2016.

En 2016, Circle Sport - Leavine Family Racing, como parte de la fusión de Circle Sport, acordó que Ty Dillon condujera el No. 95 para las 500 Millas de Daytona 2016. Michael McDowell intentaría la carrera en una segunda entrada, el Chevy No. 59 Thrivent Financial / K-Love. McDowell clasificó 500 al terminar 14º en su carrera Can-Am Duel. McDowell tuvo un final encomiable en el auto durante las 500 Millas de Daytona, terminando 15º. Este fue el único comienzo en 2016 para el No. 59 además del final de temporada en Homestead. Antes del fin de semana, el equipo adquirió una carta del equipo No. 7 de Tommy Baldwin Racing, que garantizó al No. 59 un lugar en la carrera. El auto terminó décimo en la carrera, luego de evitar un gran choque que acabó con el auto No. 95 del compañero de equipo con solo unas vueltas restantes en la carrera.

#### Resultados del auto n° 59
| Año  | Piloto           | N.º | Fabricante | 1     | 2   | 3   | 4   | 5   | 6   | 7   | 8   | 9   | 10  | 11  | 12  | 13  | 14  | 15  | 16  | 17  | 18  | 19  | 20  | 21  | 22  | 23  | 24  | 25  | 26  | 27  | 28  | 29  | 30  | 31  | 32  | 33  | 34  | 35  | 36    | Owners | Pts  |
| ---- | ---------------- | --- | ---------- | ----- | --- | --- | --- | --- | --- | --- | --- | --- | --- | --- | --- | --- | --- | --- | --- | --- | --- | --- | --- | --- | --- | --- | --- | --- | --- | --- | --- | --- | --- | --- | --- | --- | --- | --- | ----- | ------ | ---- |
| 2016 | Michael McDowell | 59  | Chevy      | DAY15 | ATL | LVS | PHO | CAL | MAR | TEX | BRI | RCH | TAL | KAN | DOV | CLT | POC | MCH | SON | DAY | KEN | NHA | IND | POC | GLN | BRI | MCH | DAR | RCH | CHI | NHA | DOV | CLT | KAN | TAL | MAR | TEX | PHO | HOM10 | 32nd1  | 4941 |

- Adquirió los puntos de propietario del auto No. 7 de Tommy Baldwin Racing antes de la carrera en Homestead.

### Historia del auto No. 95

#### David Starr (2011)

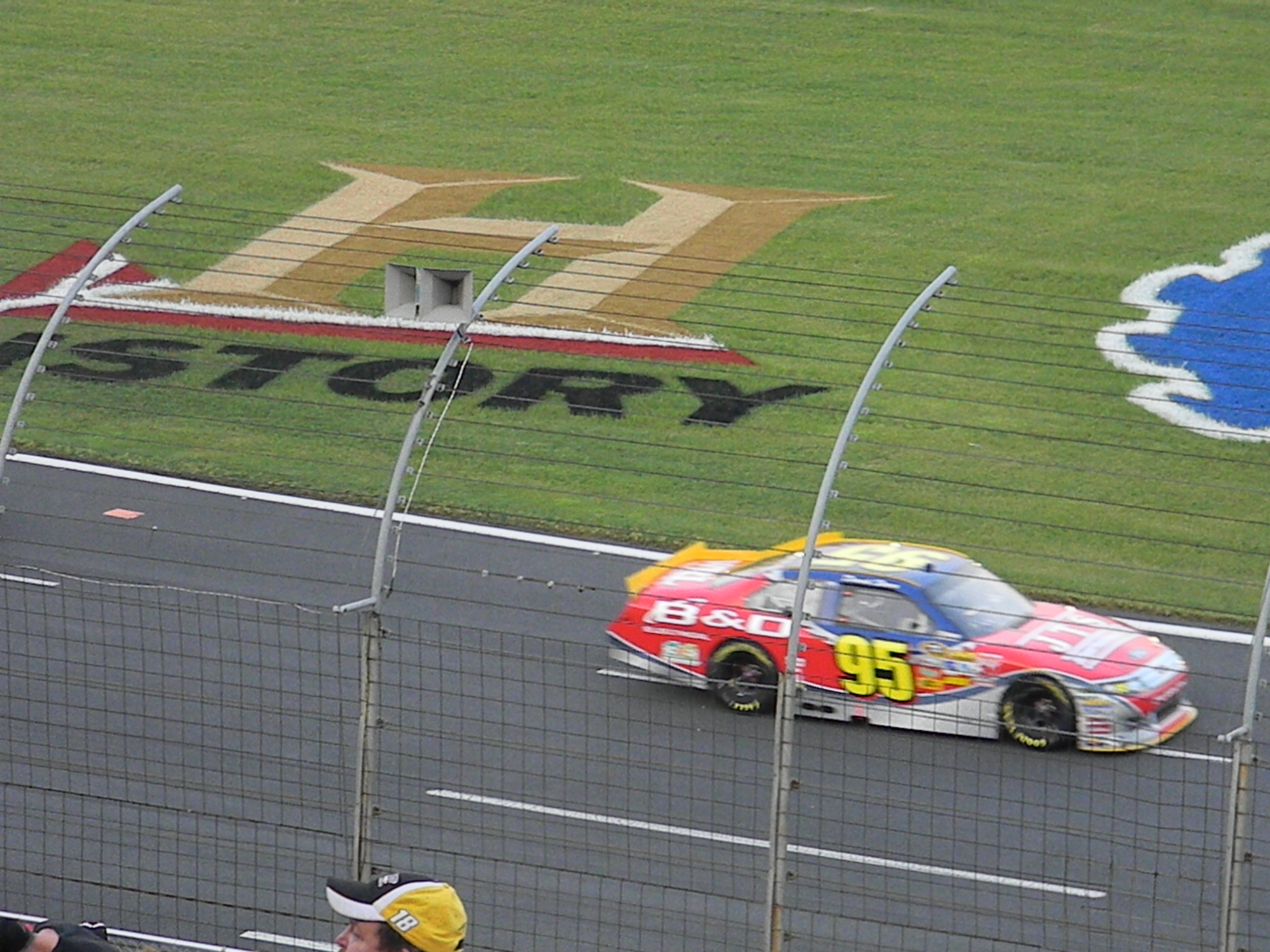
El coche 2011 del equipo

Fundado como Leavine Fenton Racing por Bob Leavine y Lance Fenton a principios de 2011, el equipo planeaba competir de forma limitada en las Sprint Cup Series y Camping World Truck Series , con David Starr compitiendo en el primero durante seis eventos y Fenton conduciendo en el último por tres.  Con sede en Tyler, Texas, pero con su taller de carreras en Concord, Carolina del Norte, el equipo hizo su debut en la Serie de la Copa en Texas Motor Speedway en abril de ese año; Starr se clasificó para la carrera, la primera en la competición de la Copa Sprint, y finalizó 38.º tras un accidente.
Después de competir en el Sprint Showdown y Coca-Cola 600 en Charlotte Motor Speedway, el equipo anunció que la participación de Fenton en el equipo había sido adquirida por Leavine y su esposa, Sharon; el equipo pasó a llamarse Leavine Family Racing. Fenton no había intentado ningún evento de la Serie de Camionetas antes de dejar el equipo. Después de no clasificarse en el Kentucky Speedway, el equipo corrió a continuación en el Bristol Motor Speedway en agosto, anotando su mejor resultado y el mejor de la carrera de Starr en la serie, 27º; Leavine Family Racing y Starr no calificarían para los eventos en Chicagoland Speedway, Kansas Speedway en el otoño en el Texas Motor Speedway durante el resto del año, solo haciendo una carrera más, en el Atlanta Motor Speedway, donde lograron un puesto 29.

#### Scott Speed (2012-2013)

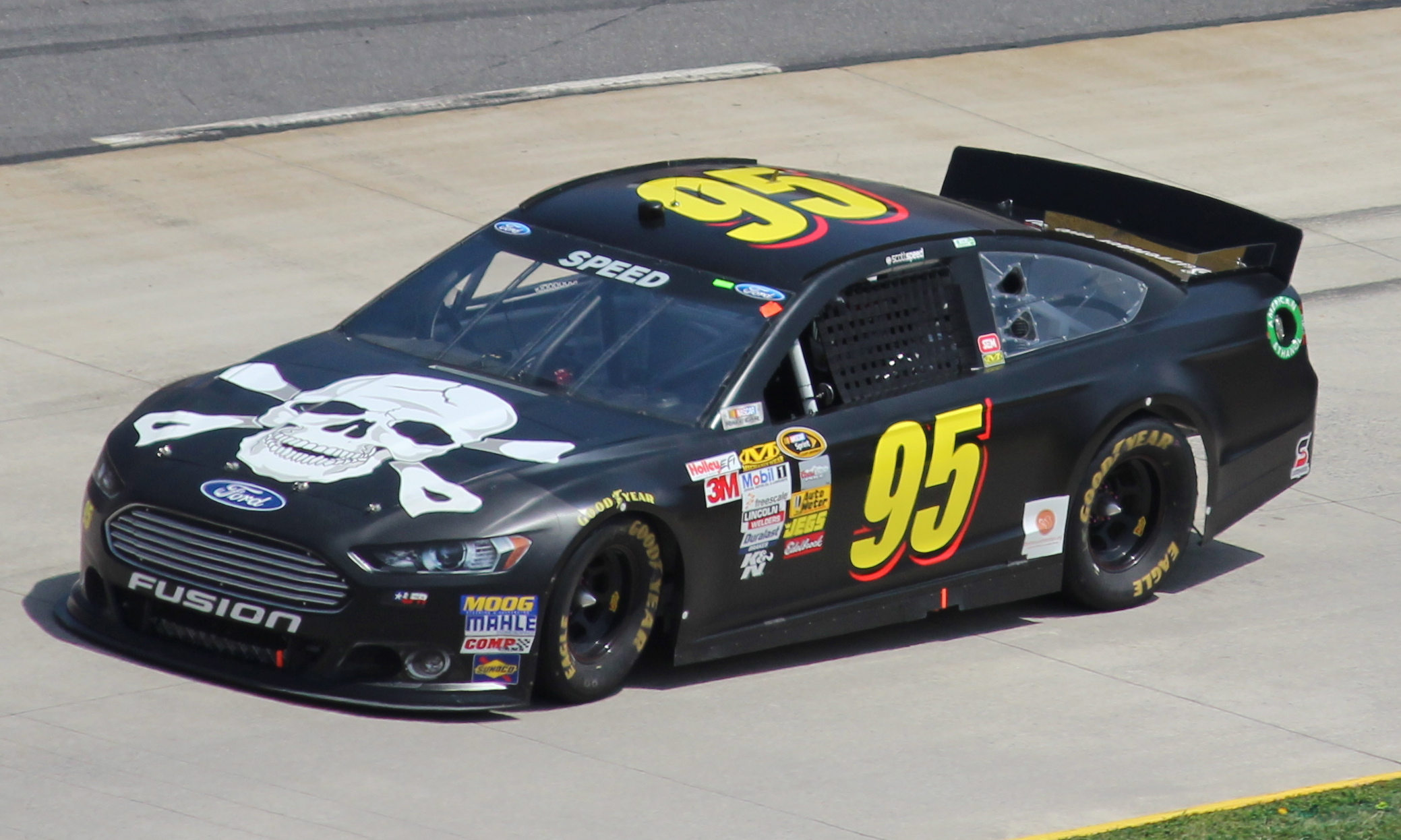
El coche de 2013 del equipo en Martinsville

Starr dejó Leavine Family Racing después de la temporada 2011; para 2012, Leavine contrató a Scott Speed para conducir el Ford No. 95 del equipo en la Serie de la Copa Sprint, con Wally Rogers como jefe de equipo; Se planeó un calendario de 15 carreras en la serie principal de NASCAR para la temporada. El equipo se clasificó para carreras con Speed en Richmond International Raceway y Charlotte Motor Speedway con Speed, salida y estacionamiento , antes de terminar 25º en Sonoma Raceway. El equipo también logró un puesto 14 en el Sprint Showdown, un evento sin puntos. En el Finger Lakes 355 de 2012 en The Glen , Speed terminó 17º.
En agosto de 2012, Leavine Family Racing anunció que había vuelto a firmar Speed para la temporada 2013 de la Copa Sprint, con la intención de realizar 28 eventos en el calendario de 36 carreras. El equipo tuvo su mejor resultado en el Aaron's 499 de 2013 con un noveno lugar, sin embargo, comenzaron y estacionaron la mayoría de los otros eventos. Speed abandonó al equipo después de la carrera de Atlanta, citando su frustración con el arranque y estacionamiento del equipo e insinuando que el plan había sido correr más carreras completas. Fue reemplazado de manera interina por Reed Sorenson.

#### Michael McDowell (2014-2017)

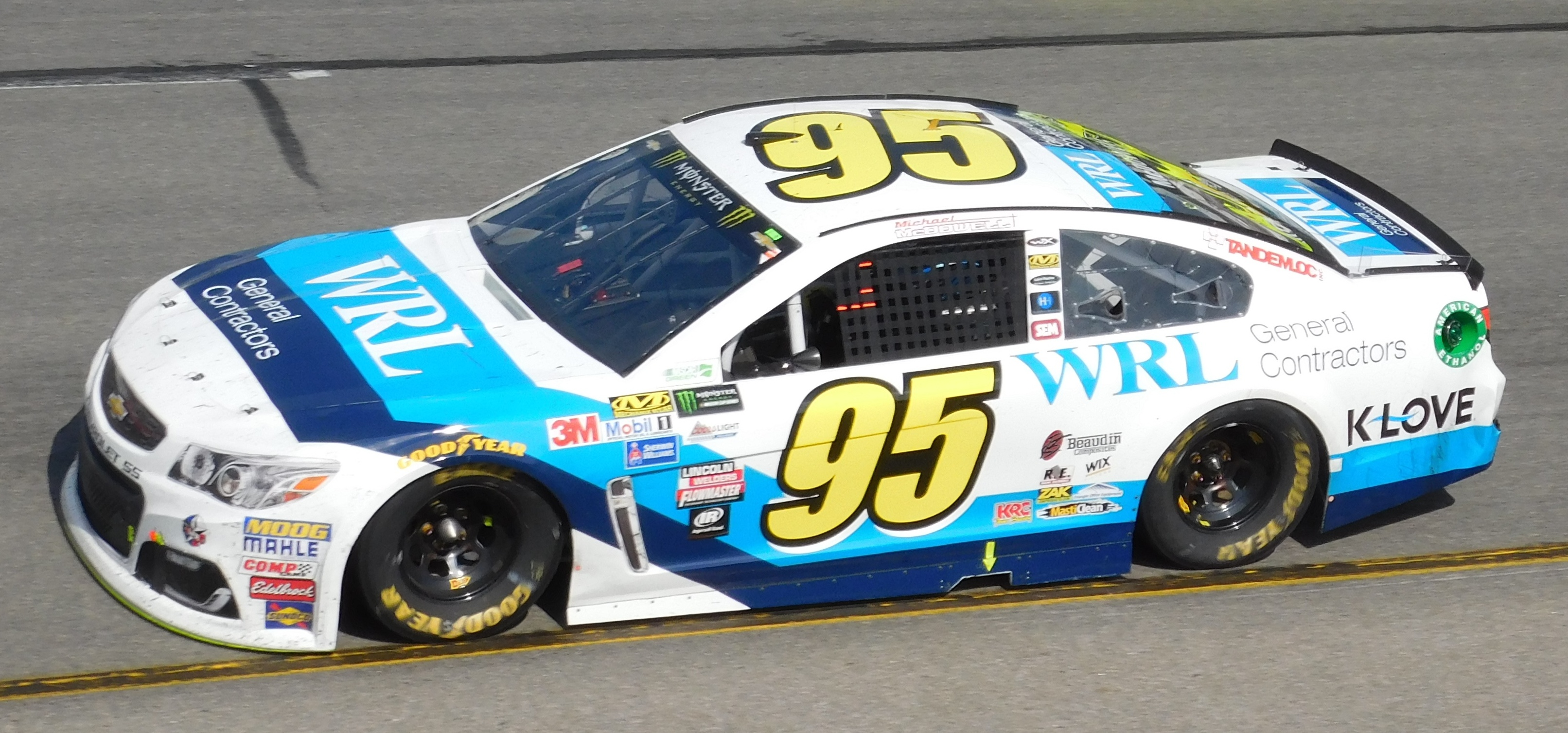
Michael McDowell en el No. 95 durante el Toyota Owners 400 2017

En octubre de 2013, Leavine Family Racing anunció que Michael McDowell conduciría el equipo No. 95 de la Ford Fusion Cup Series en 2014. Corrieron 20 de las 36 carreras. El 28 de enero de 2014, Leavine anunció que KLOVE, Thrivent Financial y varios otros patrocinadores patrocinarían las 20 carreras programadas en la temporada 2014 de la Copa Sprint. El patrocinio significó que el equipo podría correr carreras completas y le permitió aliarse con el Equipo Penske.
En el Coke Zero 400 2014 , McDowell y Leavine Family Racing terminaron su mejor carrera con un séptimo lugar en el evento acortado por la lluvia. El desempeño del equipo mejoró mucho con la alianza Penske, y el patrocinio adicional permitió al equipo realizar siete de los ocho eventos finales y 22 en total. El equipo terminó 43.º en puntos de propietarios.
McDowell regresó en 2015, al igual que K-LOVE y Thrivent. El equipo una vez más planeó correr al menos 20 carreras y mantuvo su alianza Penske. McDowell pudo llegar a las 500 Millas de Daytona , una carrera para la que no se había clasificado en 2014. El equipo registró cuatro DNQ en 2015, tres de los cuales se debieron a lluvias y un aumento en las inscripciones a tiempo completo. A principios del verano, el equipo fue noticia de manera desafortunada después de que se incendiara parte de su tienda. Esto los obligó a refugiarse en el campus de Team Penske, dentro de su antigua tienda de autos deportivos, hasta que sus instalaciones fueron reparadas lo suficiente como para que regresaran. El equipo finalmente se deslizó levemente al 44.º lugar en puntos de propietario, pero terminó por delante del No. 62 , un equipo que intentó las 36 carreras.
En enero de 2016, el veterano propietario del equipo NASCAR, Joe Falk, se convirtió en inversor de Leavine Family Racing y el equipo se cambió a Chevrolet. Falk trajo una carta otorgada a él, al equipo No. 95, garantizando al 95 su primera temporada completa de carreras. El equipo formó una alianza con Richard Childress Racing. El No. 95 intentó las 36 carreras, con McDowell regresando para correr en al menos 26 eventos con el patrocinio de K-Love y Thrivent, y Ty Dillon conduciendo en un máximo de 10 carreras, con el patrocinio de General Mills y AstraZeneca. McDowell corrió la mayoría de los eventos, y corrió las 500 Millas de Daytona en una segunda entrada, la No. 59.

#### Kasey Kahne (2018)

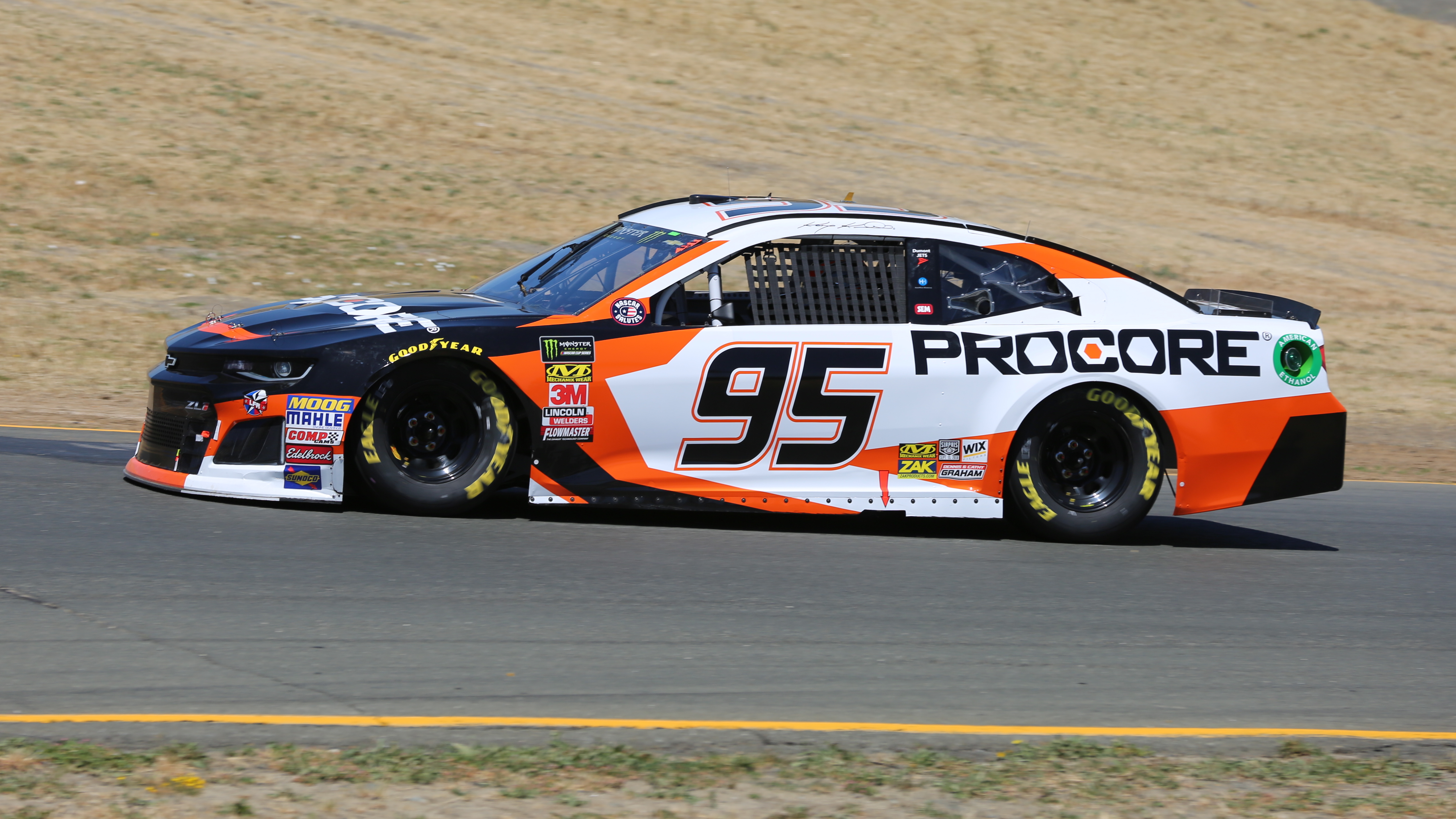
Kasey Kahne en el 95 en Sonoma Raceway en 2018

El 19 de septiembre de 2017, Leavine Family Racing anunció que el expiloto de Hendrick Motorsports, Kasey Kahne, reemplazaría a McDowell en el No. 95 para la temporada 2018. El 16 de agosto de 2018, Kahne anunció que se alejará de la competencia a tiempo completo a finales de año. El 6 de septiembre de 2018, después del agotamiento por calor de las Southern 500 , Kahne anunció que no participaría en la Brickyard 400 , que se convirtió en la primera carrera que se perdió desde que comenzó su carrera de tiempo completo en la Serie de la Copa. Regan Smith tomó el volante del auto No. 95 en ausencia de Kahne. El 9 de octubre, Kahne anunció que se perderá el resto de la temporada debido a problemas médicos persistentes.

#### Matt DiBenedetto (2019)

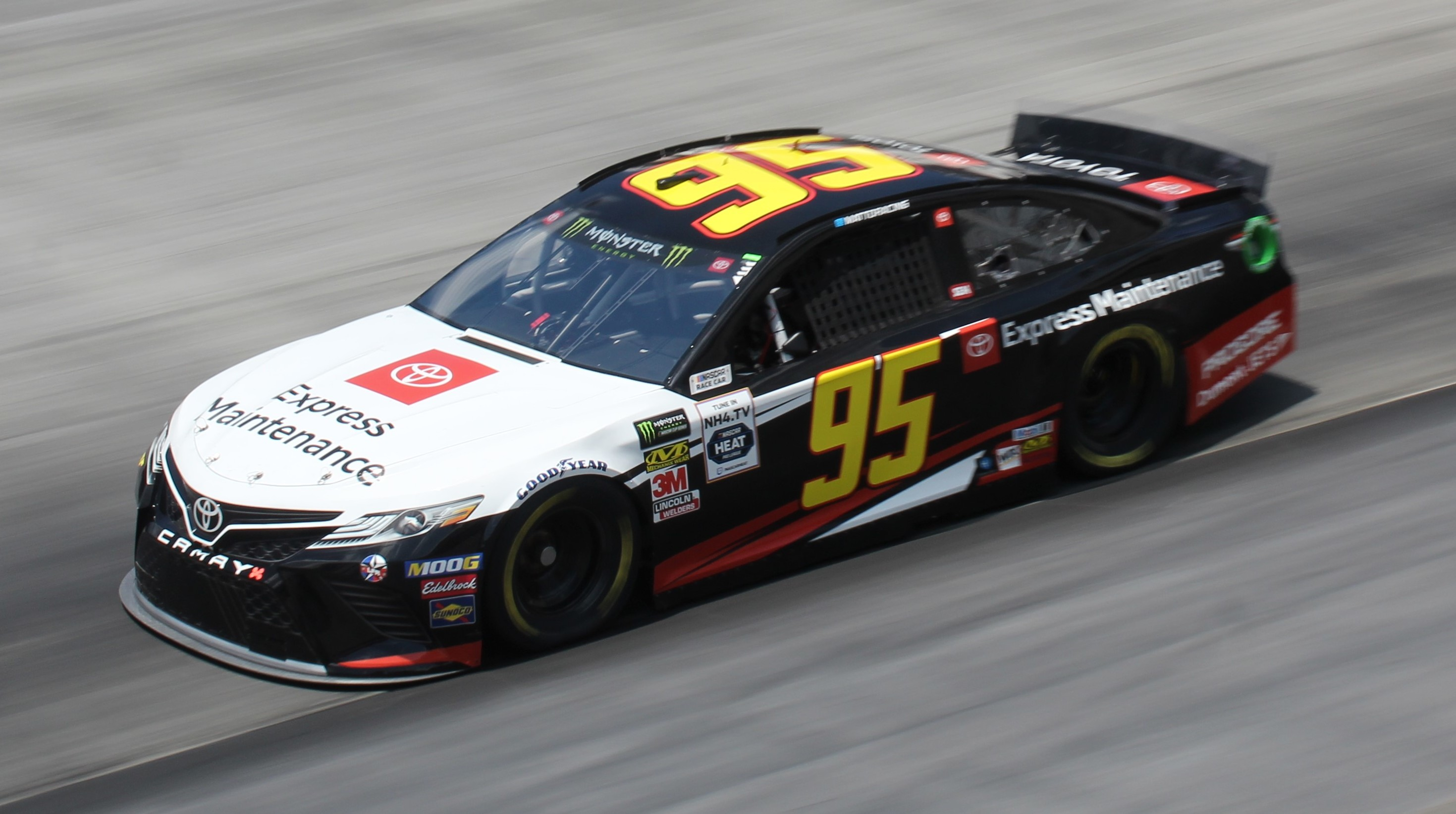
Matt DiBenedetto en el No. 95 durante la carrera nocturna Bass Pro Shops NRA 2019

El 10 de octubre de 2018, Matt DiBenedetto firmó un contrato de dos años con Leavine Family Racing para conducir el No. 95 a partir de 2019. Además, Leavine Family Racing cambiará de Chevrolet a Toyota al entrar en una alianza técnica con Joe Gibbs Racing. En las 500 Millas de Daytona de 2019, DiBenedetto lideró 49 vueltas impresionantes antes de que Paul Menard lo hiciera girar por detrás, lo que provocó " The Big One " que reclamó 21 autos y dio como resultado que DiBenedetto terminara 28 °. DiBenedetto anotó un cuarto puesto, el más alto de su carrera, en Sonoma . DiBenedetto luego anotó cuatro top 10 más en los meses de verano, incluido un octavo en Daytona., un quinto en Loudon , un sexto en Watkins Glen y un segundo más alto en su carrera para DiBenedetto y Leavine Family Racing en la Bristol Night Race.

#### Christopher Bell (2020)

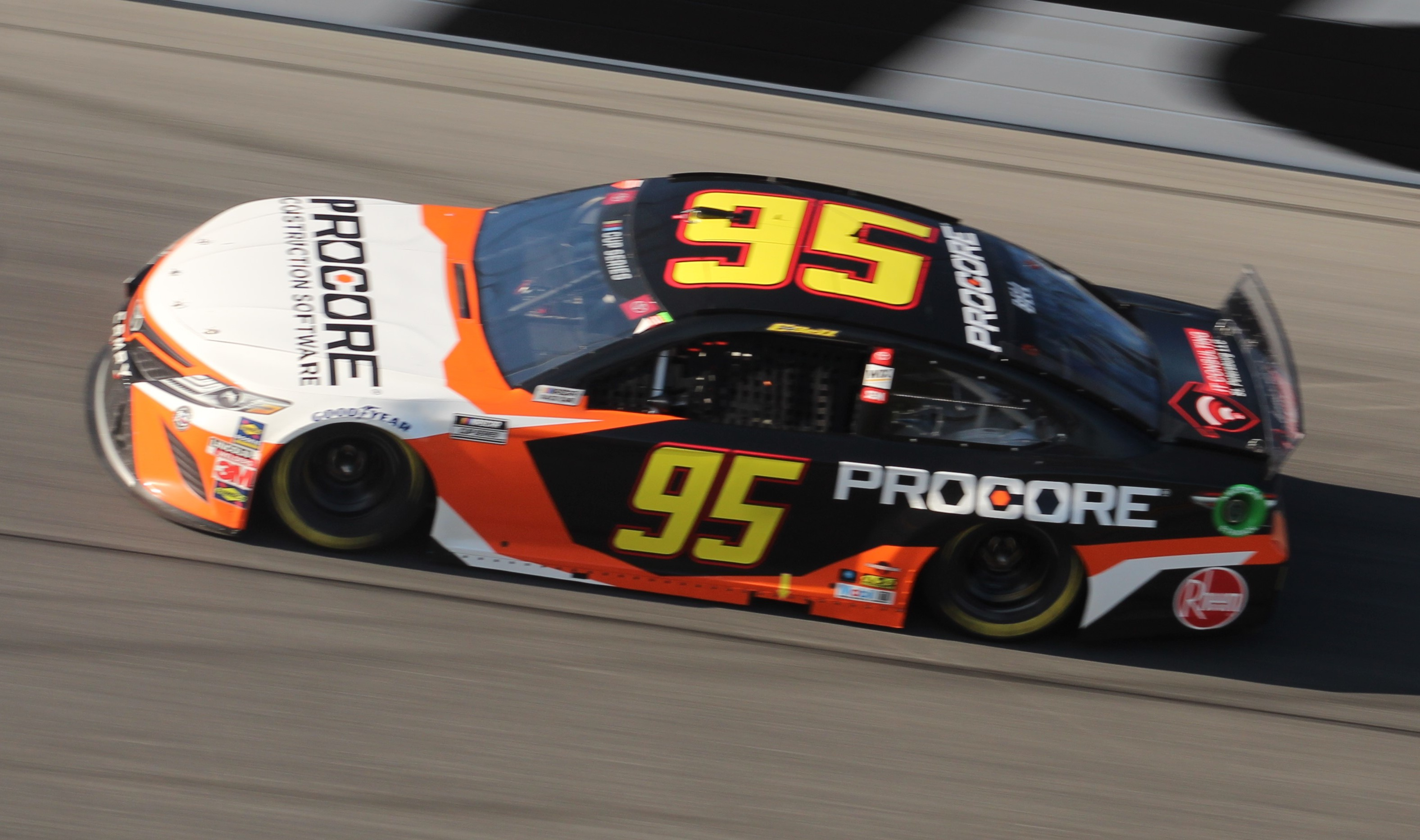
El Toyota No. 95 de Bell en el Daytona International Speedway en 2020

El 24 de septiembre de 2019, Leavine Family Racing anunció oficialmente a Christopher Bell como el nuevo piloto del No. 95 para la temporada 2020. Antes de la carrera de Las Vegas , el equipo recibió 10 puntos de piloto y propietario por una penalización de nivel L1 durante la inspección previa a la carrera.  En la última temporada de LFR, el No. 95 terminó 20º en la clasificación de puntos.

#### Resultados del auto No° 95
| Año  | Piloto           | N.º | Fabricante | 1      | 2     | 3     | 4     | 5     | 6     | 7      | 8     | 9      | 10     | 11    | 12    | 13    | 14    | 15    | 16    | 17     | 18     | 19    | 20     | 21    | 22     | 23    | 24     | 25     | 26    | 27     | 28    | 29    | 30     | 31    | 32    | 33    | 34     | 35    | 36    | Owners | Pts |
| ---- | ---------------- | --- | ---------- | ------ | ----- | ----- | ----- | ----- | ----- | ------ | ----- | ------ | ------ | ----- | ----- | ----- | ----- | ----- | ----- | ------ | ------ | ----- | ------ | ----- | ------ | ----- | ------ | ------ | ----- | ------ | ----- | ----- | ------ | ----- | ----- | ----- | ------ | ----- | ----- | ------ | --- |
| 2011 | David Starr      | 95  | Ford       | DAY    | PHO   | LVS   | BRI   | CAL   | MAR   | TEX38  | TAL   | RCH    | DAR    | DOV   | CLT36 | KAN   | POC   | MCH   | SON   | DAY    | KENDNQ | NHA   | IND    | POC   | GLN    | MCH   | BRI27  | ATL29  | RCH   | CHIDNQ | NHA   | DOV   | KANDNQ | CLT   | TAL   | MAR   | TEXDNQ | PHO   | HOM   | 47th   | 47  |
| 2012 | Scott Speed      | 95  | Ford       | DAY    | PHO   | LVS   | BRI   | CAL   | MAR   | TEX43  | KAN   | RCH43  | TAL    | DAR   | CLT37 | DOV   | POC   | MCH   | SON25 | KEN39  | DAY    | NHA   | IND38  | POC   | GLN17  | MCH   | BRIDNQ | ATL37  | RCH   | CHI41  | NHA38 | DOV40 | TAL    | CLT40 | KAN34 | MAR37 | TEX30  | PHO   | HOM   | 43rd   | 121 |
| 2013 | Scott Speed      | 95  | Ford       | DAY23  | PHO41 | LVS41 | BRI40 | CAL   | MAR41 | TEXDNQ | KAN   | RCH    | TAL9   | DAR41 | CLT43 | DOV   | POC   | MCH   | SON   | KEN    | DAY28  | NHA   | INDDNQ | POC   | GLN    | MCH41 | BRI40  | ATL43  |       |        |       |       |        |       |       |       |        |       |       | 44th   | 126 |
| 2013 | Reed Sorenson    | 95  | Ford       |        |       |       |       |       |       |        |       |        |        |       |       |       |       |       |       |        |        |       |        |       |        |       |        |        | RCH42 | CHI42  |       | DOV41 | KAN42  |       |       | MAR40 | TEX    | PHO37 | HOM   | 44th   | 126 |
| 2013 | Scott Riggs      | 95  | Ford       |        |       |       |       |       |       |        |       |        |        |       |       |       |       |       |       |        |        |       |        |       |        |       |        |        |       |        | NHA43 |       |        |       |       |       |        |       |       | 44th   | 126 |
| 2013 | Blake Koch       | 95  | Ford       |        |       |       |       |       |       |        |       |        |        |       |       |       |       |       |       |        |        |       |        |       |        |       |        |        |       |        |       |       |        | CLT38 | TAL   |       |        |       |       | 44th   | 126 |
| 2014 | Michael McDowell | 95  | Ford       | DAYDNQ | PHO33 | LVS43 | BRI37 | CAL   | MAR37 | TEX30  | DAR   | RCHDNQ | TAL36  | KAN   | CLT30 | DOV   | POC   | MCH   | SON24 | KEN    | DAY7   | NHA   | IND26  | POC   | GLN 42 | MCH   | BRI18  | ATLDNQ | RCH   | CHI32  | NHA   | DOV   | KAN35  | CLT29 | TAL41 | MAR   | TEX30  | PHO31 | HOM21 | 42nd   | 255 |
| 2015 | Michael McDowell | 95  | Ford       | DAY31  | ATL27 | LVS30 | PHO   | CAL   | MAR   | TEX31  | BRI22 | RCH    | TALDNQ | KAN36 | CLT30 | DOV   | POC   | MCH   | SON34 | DAYDNQ | KENDNQ | NHA   | IND31  | POC   | GLN20  | MCH   | BRI31  | DAR    | RCH42 | CHIDNQ | NHA   | DOV   | CLT31  | KAN   | TAL28 | MAR   | TEX34  | PHO   | HOM33 | 44th   | 213 |
| 2016 | Ty Dillon        | 95  | Chevy      | DAY25  |       |       |       |       |       | TEX20  |       |        |        |       |       |       | POC21 | MCH24 |       |        | KEN25  |       |        |       |        |       |        |        |       |        |       | DOV32 |        |       |       |       |        |       | HOM33 | 30th   | 552 |
| 2016 | Michael McDowell | 95  | Chevy      |        | ATL33 | LVS29 | PHO26 | CAL31 | MAR24 |        | BRI29 | RCH31  | TAL21  | KAN28 | DOV20 | CLT34 |       |       | SON39 | DAY10  |        | NHA39 | IND23  | POC23 | GLN17  | BRI19 | MCH31  | DAR27  | RCH12 | CHI37  | NHA26 |       | CLT14  | KAN22 | TAL16 | MAR18 | TEX23  | PHO34 |       | 30th   | 552 |
| 2017 | Michael McDowell | 95  | Chevy      | DAY15  | ATL29 | LVS18 | PHO24 | CAL33 | MAR26 | TEX23  | BRI26 | RCH29  | TAL34  | KAN13 | CLT19 | DOV19 | POC24 | MCH23 | SON14 | DAY4   | KEN23  | NHA26 | IND18  | POC18 | GLN12  | MCH27 | BRI20  | DAR19  | RCH16 | CHI30  | NHA23 | DOV27 | CLT35  | TAL30 | KAN18 | MAR19 | TEX21  | PHO22 | HOM24 | 27th   | 542 |
| 2018 | Kasey Kahne      | 95  | Chevy      | DAY34  | ATL21 | LVS19 | PHO24 | CAL24 | MAR24 | TEX17  | BRI34 | RCH29  | TAL17  | DOV17 | KAN21 | CLT20 | POC36 | MCH23 | SON20 | CHI27  | DAY4   | KEN25 | NHA19  | POC30 | GLN21  | MCH26 | BRI15  | DAR24  |       |        |       |       |        |       |       |       |        |       |       | 27th   | 515 |
| 2018 | Regan Smith      | 95  | Chevy      |        |       |       |       |       |       |        |       |        |        |       |       |       |       |       |       |        |        |       |        |       |        |       |        |        | IND20 | LVS12  | RCH31 | CLT15 | DOV21  | TAL10 | KAN28 | MAR28 | TEX27  | PHO22 | HOM39 | 27th   | 515 |
| 2019 | Matt DiBenedetto | 95  | Toyota     | DAY28* | ATL26 | LVS21 | PHO28 | CAL18 | MAR20 | TEX26  | BRI12 | RCH24  | TAL31  | DOV20 | KAN36 | CLT39 | POC17 | MCH21 | SON4  | CHI27  | DAY8   | KEN16 | NHA5   | POC17 | GLN6   | MCH20 | BRI2*  | DAR8   | IND18 | LVS21  | RCH14 | CLT11 | DOV7   | TAL30 | KAN15 | MAR16 | TEX14  | PHO13 | HOM20 | 22nd   | 699 |
| 2020 | Christopher Bell | 95  | Toyota     | DAY21  | LVS33 | CAL38 | PHO24 | DAR24 | DAR11 | CLT9   | CLT21 | BRI9   | ATL18  | MAR28 | HOM8  | TAL29 | POC4  | POC39 | IND12 | KEN7   | TEX21  | KAN23 | NHA28  | MCH13 | MCH17  | DAY21 | DOV22  | DOV27  | DAY13 | DAR34  | RCH15 | BRI28 | LVS24  | TAL39 | CLT24 | KAN10 | TEX3   | MAR15 | PHO17 | 20th   | 678 |

## Xfinity Series

### Historia del auto No. 95
En octubre de 2013, Leavine Family Racing anunció que agregarían un equipo de la Serie Nationwide a las operaciones del equipo, con el Ford Mustang No. 95 conducido por Reed Sorenson en carreras seleccionadas a fines de la temporada 2013, con un piloto de tiempo completo para la temporada 2014 se anunciará. Sin embargo, el equipo se retiró de la serie Nationwide después de 2013.

#### Resulatdos del auto n° 95
| Año  | Piloto        | N.º | Fabricante | 1   | 2   | 3   | 4   | 5   | 6   | 7   | 8   | 9   | 10  | 11  | 12  | 13  | 14  | 15  | 16  | 17  | 18  | 19  | 20  | 21  | 22  | 23  | 24  | 25  | 26  | 27  | 28  | 29  | 30    | 31  | 32  | 33  | Owners | Pts |
| ---- | ------------- | --- | ---------- | --- | --- | --- | --- | --- | --- | --- | --- | --- | --- | --- | --- | --- | --- | --- | --- | --- | --- | --- | --- | --- | --- | --- | --- | --- | --- | --- | --- | --- | ----- | --- | --- | --- | ------ | --- |
| 2013 | Reed Sorenson | 95  | Ford       | DAY | PHO | LVS | BRI | CAL | TEX | RCH | TAL | DAR | CLT | DOV | IOW | MCH | ROA | KEN | DAY | NHA | CHI | IND | IOW | GLN | MOH | BRI | ATL | RCH | CHI | KEN | DOV | KAN | CLT37 | TEX | PHO | HOM | 65th   | 7   |

## ARCA Racing Series

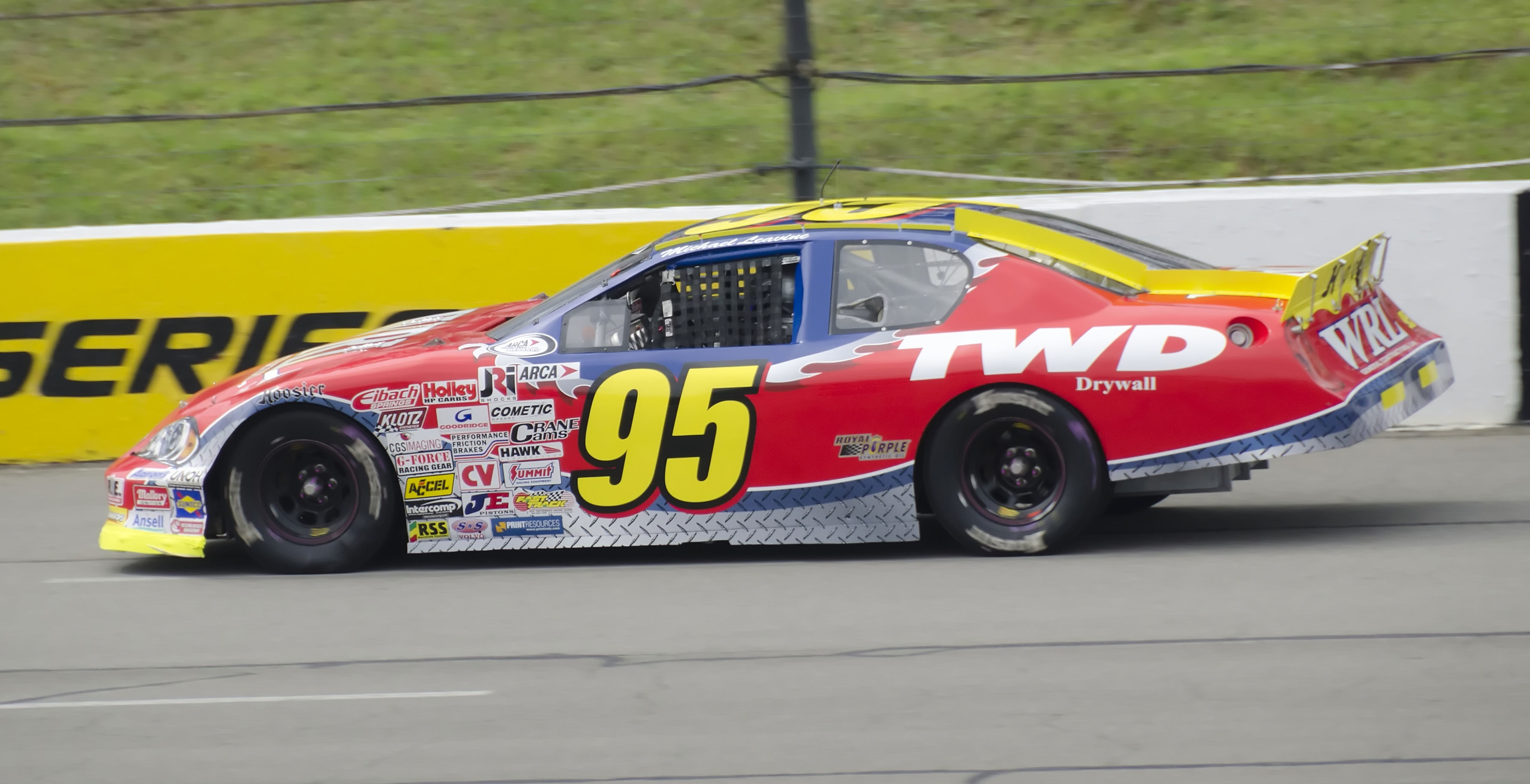
Michael Leavine en Pocono Raceway en 2011

### Historia del Auto No. 95
Para la temporada 2012, Leavine Family Racing agregó un equipo ARCA Racing Series a sus esfuerzos de carreras, con Michael Leavine , nieto de los propietarios del equipo, compitiendo como piloto de desarrollo. Se planeó un calendario de seis carreras para Leavine en la serie para 2012;  En sus dos primeras carreras de la temporada 2012,  Leavine se estrelló en ambas, con un mejor resultado 26º en Pocono Raceway; se retiró después de la práctica en su tercer intento de carrera en Michigan International Speedway.

#### Resultados del auto n° 95
| Year | Driver          | N.º | Make  | 1   | 2     | 3   | 4   | 5   | 6   | 7     | 8      | 9   | 10  | 11    | 12    | 13    | 14    | 15  | 16  | 17  | 18    | 19    | Owners | Pts |
| ---- | --------------- | --- | ----- | --- | ----- | --- | --- | --- | --- | ----- | ------ | --- | --- | ----- | ----- | ----- | ----- | --- | --- | --- | ----- | ----- | ------ | --- |
| 2011 | Michael Leavine | 03  | Chevy | DAY | TAL   | SLM | TOL | NJ  | CHI | POC   | MCH    | WIN | BLN | IOW20 | IRP   |       |       |     |     |     |       |       | 33rd   | 880 |
| 2011 | Michael Leavine | 95  | Chevy |     |       |     |     |     |     |       |        |     |     |       |       | POC28 | ISF   | MAD | DSF | SLM | KAN26 | TOL   | 33rd   | 880 |
| 2012 | Michael Leavine | 95  | Ford  | DAY | MOB31 | SLM | TAL | TOL | ELK | POC26 | MCHWth | WIN | NJE | IOW15 | CHI14 | IRP15 | POC31 | BLN | ISF | MAD | SLM   | KAN17 | 73rd   | 75  |